# Leon Tigges
Leon Tigges (* 31. Juli 1998 in Osnabrück) ist ein deutscher Fußballtorwart.

## Karriere
Tigges spielte bis 2011 im Jugendbereich des TuS Glane und wechselte anschließend in den Jugendbereich des VfL Osnabrück. 2016 rückte er in den Drittligakader des VfL auf und gab für diesen am 22. April 2018 sein Pflichtspieldebüt gegen den VfR Aalen. Zum 1. Juli 2018 wurde er vom Regionalligisten Alemannia Aachen verpflichtet. Dort kam er in der Saison 2018/19 nur zu jeweils einem Einsatz in der Regionalliga West und im Mittelrheinpokal. Zur Saison 2019/20 wechselte er in die Mittelrheinliga zum VfL Vichttal. Zur Spielzeit 2021/22 schloss er sich dem Regionalligisten SV Rödinghausen an.

## Privates
Der Fußballspieler Steffen Tigges ist sein Zwillingsbruder.